# دهستان کوهسار (هشترود)
دهستان کوهسار (هشترود) نام دهستانی در بخش مرکزی شهرستان هشترود، استان آذربایجان شرقی در ایران است. براساس سرشماری مرکز آمار ایران در سال ۱۳۸۵، جمعیت آن ۴۳۱۸ نفر (۹۶۰ خانوار) بوده‌است.